# Snålvatten och jäkelskap
Snålvatten och jäkelskap är en komedi från 2001 av buskisduon Stefan & Krister, i form av en fars som är inspelad på Vallarnas Friluftsteater i Falkenberg. Detta blev den första av duons föreställningar utan Krister Classon på scenen. Farsen fick också följe av två andra 2002 respektive 2003, med fortsatt handling och samma rollfigurer, som blivit Stefan & Krister-teamets första trilogi; under samlingsnamnet Jäkelskapserien. Flera av rollfigurerna dök upp tidigare, dock, i Hemvärn & påssjuka.

## Handling
Året är 1947 och det tisslas och tasslas på Kristerssons gård någonstans utanför Falkenberg, vilket retar den snåle och late bonden Nils-Erik. Han trivs ganska bra med att hustrun Matilda styr och ställer, men är inte lika förtjust i att hon ständigt faller för grannen Valdemars smicker. Sonen i huset, Lennart, 32 år och arbetslös, har ärvt Matildas lättrördhet och Nils-Eriks lathet och känner sig misslyckad. Matildas högsta önskan är att bli farmor och hon vill därför att Lennart ska hitta en flicka att gifta sig med. Valdemars dotter Inga kan vara ett lysande alternativ tycker Matilda, eftersom Inga är på väg att köpa storföretaget Vilgots Konfektion & Import vilket kommer att göra Inga och sina nära anhöriga förmögna. 
Tanken på att Valdemar kan bli rik upprör Nils-Erik, som annars riktigt njuter av att Valdemar är mycket fattigare än han själv och bor i ett litet torp, och Nils-Erik slår vad med Valdemar om att han själv kan förvärva Vilgots. Valdemar och Nils-Erik kommer överens om att ifall Nils-Erik vinner vadet måste Valdemar arbeta som obetald dräng på Nils-Eriks gård, och om Valdemar vinner vadet ska han få ta över Nils-Eriks gård, men med en kostnad på fyrahundratusen kronor ser vadet ut att rinna ut i sanden på en gång för Nils-Erik efter att ha läst tidningsannonsen. 
För att få tag på pengar till köpet försöker Nils-Erik ställa sig in hos Matildas förmögne 92-årige farbror Sten-Henrik. Matilda tycker det verkar konstigt att Nils-Erik plötsligt vill bjuda hem hennes farbror, då de två karlarna ständigt har varit ovänner. Försöket att charma Matildas rike farbror går heller inte så bra, och när Nils-Erik inser att hans planer är på väg att helt spåra ur tar han hjälp av den korkade och förvirrade brevbäraren Dag-Otto. Planen är att Nils-Erik ska låtsas dö i en drunkningsolycka och sedan komma tillbaka som sin (egentligen sedan länge avlidne) tvillingbroder från Amerika. Frågan är om Dag-Otto verkligen är rätt person att hjälpa honom genomföra planen – som utöver sin personlighet har svårigheter med vissa uttal.

## Rollista
| Siw Carlsson       | – Matilda Kristersson   |
| Stefan Gerhardsson | – Nils-Erik Kristersson |
| Jojje Jönsson      | – Dag-Otto Flink        |
| Mikael Riesebeck   | – Lennart Kristersson   |
| Jeanette Capocci   | – Inga Olsson           |
| Charlie Oscarsson  | – Valdemar Olsson       |
| Gösta Jansson      | – Farbror Sten-Henrik   |

### Roll- och regiändringar inför premiären
- Rollen som Valdemar skulle egentligen ha spelats av Mats Ljung, men tvingades lämna återbud på grund av sjukdom och senare under samma sommar avled Ljung. Istället blev den revyerfarne Charlie Oscarsson från Borås blixtinkallad inför premiären, även om Snålvatten och jäkelskap blev Oscarssons enda framträdande med Stefan & Krister eftersom Håkan Klamas fick ta sig an rollen i de två uppföljande delarna av Jäkelskapserien.

- Jojje Jönssons tandprotes till Dag-Otto försvårade talandet för honom, och på en repetition innan premiären hoppade han omedvetet över några R, vilket regissören Krister Classon snappade upp och på det viset blev en etablerad talstörning och signum för Dag-Otto.